# Віталій Павлов
Віталій Павлов (латис. Vitālijs Pavlovs; народився 17 червня 1989, Рига, Латвія) — латвійський хокеїст, нападник. Виступав в лієпайському «Металургсі». Виступав у складі юнацької збірної Латвії (U-18) та молодіжної збірної Латвії (U-20).

## Кар'єра
Учасник чемпіонату світу 2013 (провів шість матчів). З сезону 2012/13 — гравець «Динамо» (Рига).